# 津田頼房
津田 頼房（つだ よりふさ）は、江戸時代前期の宇陀松山藩士。通称は内蔵助。

## 生涯
宇陀松山藩主・織田高長の五男として誕生した。初めは藩士千賀道的の養子となる。
正保元年（1644年）、500石の知行を与えられる。寛文12年（1672年）、千賀家を離籍し、織田家に復籍、津田姓を称し分家する。元禄3年（1690年）3月18日、病気療養のために滞在していた京都で死去。法正寺に埋葬された。同年6月16日、子・頼城が家督を相続した。
なお、津田家は、頼城・頼張・頼利・頼矩・頼稲（実父頼利）・頼匡（実父頼矩）・頼道（実父頼匡）・頼順（実父市川長寧）と継承されて、明治維新を迎えた。

## 系譜
- 父：織田高長
- 母：富田重政娘
- 養父：千賀道的
- 正室：佐々高俊[1]娘
- 生母不明の子女
  - 男子：津田頼城
  - 男子：宗訓 - 安土摠見寺4代。